# Rhodostrophia grisearia
Rhodostrophia grisearia là một loài bướm đêm trong họ Geometridae.